# Brooklyn, Indiana
Brooklyn är en ort i Morgan County i delstaten Indiana, USA.